# Calheta (Azzorre)
Calheta (kɐ'ʎetɐ) è un comune portoghese di 3 617 abitanti (2011) situato nella regione autonoma delle Azzorre.

## Società

### Evoluzione demografica
| Popolazione di Calheta (1849 – 2004) | Popolazione di Calheta (1849 – 2004) | Popolazione di Calheta (1849 – 2004) | Popolazione di Calheta (1849 – 2004) | Popolazione di Calheta (1849 – 2004) | Popolazione di Calheta (1849 – 2004) | Popolazione di Calheta (1849 – 2004) | Popolazione di Calheta (1849 – 2004) | Popolazione di Calheta (1849 – 2004) |
| ------------------------------------ | ------------------------------------ | ------------------------------------ | ------------------------------------ | ------------------------------------ | ------------------------------------ | ------------------------------------ | ------------------------------------ | ------------------------------------ |
| 1849                                 | 1900                                 | 1930                                 | 1960                                 | 1981                                 | 1991                                 | 2001                                 | 2004                                 | 2011                                 |
| 4753                                 | 7669                                 | 6652                                 | 7429                                 | 4434                                 | 4512                                 | 4069                                 | 3972                                 | 3617                                 |

## Freguesias
- Calheta
- Norte Pequeno
- Ribeira Seca
- Santo Antão
- Topo (o Nossa Senhora do Rosário)